# Hans Hach Verdugo
Hans Hach Verdugo (ur. 11 listopada 1989 w Culiacán) – meksykański tenisista, reprezentant kraju w Pucharze Davisa.

## Kariera tenisowa
W rozgrywkach cyklu ATP Tour Meksykanin wygrał jeden turniej w grze podwójnej. W karierze zwyciężył też w trzech deblowych turniejach rangi ATP Challenger Tour.
W 2018 roku podczas US Open zadebiutował w turnieju głównym imprezy wielkoszlemowej w grze podwójnej. Razem z Andreasem Siljeströmem odpadli w pierwszej rundzie.
W rankingu gry pojedynczej najwyżej był na 528. miejscu (20 lipca 2015), a w klasyfikacji gry podwójnej na 60. pozycji (11 lipca 2022).

### Finały w turniejach ATP Tour
| Legenda                                      |
| -------------------------------------------- |
| Wielki Szlem                                 |
| Igrzyska olimpijskie                         |
| Tennis Masters Cup / ATP Finals              |
| ATP Masters Series / ATP Tour Masters 1000   |
| ATP International Series Gold / ATP Tour 500 |
| ATP International Series / ATP Tour 250      |

#### Gra podwójna (1–0)
| Końcowy wynik | Nr | Data          | Turniej   | Nawierzchnia | Partner    | Przeciwnicy              | Wynik finału   |
| ------------- | -- | ------------- | --------- | ------------ | ---------- | ------------------------ | -------------- |
| Zwycięzca     | 1. | 24 lipca 2021 | Los Cabos | Twarda       | John Isner | Hunter Reese Sem Verbeek | 5:7, 6:2, 10–4 |